# Slaney
Die Slaney oder River Slaney (irisch: An tSláine oder Abhainn na Sláine, benannt nach Sláinghe, einem myth. König der Fir Bolg) ist ein Fluss im Südosten der Republik Irland.
Der River Slaney entspringt am Mount Lugnaquilla (Log na Coille) in den westlichen Wicklow Mountains im County Wicklow und fließt in zuerst westlicher, dann südlicher Richtung durch die Countys Wicklow, Carlow und Wexford, bevor er nach 117 km bei der Stadt Wexford in den St.-Georgs-Kanal genannten Teil der Irischen See mündet. Sein Mündungsgebiet ist ein weites und flaches Ästuar und wird als Wexford Harbour (irisch Cuan Loch Garman) bezeichnet.
Zu den Städten, die der River Slaney in südlicher Richtung durchfließt, gehören Baltinglass, Tullow, Bunclody, Enniscorthy und Wexford. 32 Straßenbrücken und eine Eisenbahnbrücke überqueren ihn.
Gefischt werden in der Saison Lachse und Forellen.

## Nebenflüsse
- River Derreen (An Daoirín),
- River Derry (Abhainn na Deirge),
- River Bann (An Bhanna),
- River Urrin (An Urrainn),
- River Boro (Abhainn Bhórú),
- River Clody (An Chlóideach).